# Frumoasa Elena
Frumoasa Elena (în franceză La belle Hélène) este numele unei opere bufe în trei acte a compozitorului Jacques Offenbach, reprezentată pentru prima oară la data de 17 decembrie 1864 pe scena teatrului Théâtre des Variétés din Paris. Libretul este semnat de Henri Meilhac și Ludovic Halévy.

## Geneza operei
Offenbach alesese împreună cu Halévy un subiect din mitologia antică în speranța de a repurta un succes la fel de răsunător precum cel de care avusese parte opera Orfeu în infern în 1858. De această dată ei își găsiră un colaborator în Henri Meilhac (1831-1897), un jurnalist și autor de vodeviluri cu care făcuse cunoștință Halévy în 1860. Colaborarea dintre cei doi libretiști a fost extrem de fructuoasă în cei douăzeci de ani care au urmat. De obicei Meilhac era responsabil de structura pieselor și de schițarea în mare a scenelor, pe care Halévy trebuia apoi să le elaboreze. Cuplul a livrat librete pentru multe opere celebre, de exemplu pentru La Grande-Duchesse de Gérolstein (1867) de Offenbach și pentru Carmen (1875) de Georges Bizet. 
Din corespondența dintre Offenbach și Halévy reiese dorința inițială a lui Offenbach de a se folosi și de Homer ca personaj al operei, într-un rol de observator al evenimentelor, precum și intenția de a persifla opera Tannhäuser (1845) de Richard Wagner. Aceste proiecte au rămas nerealizate.
Rolul principal fu interpretat de Hortense Schneider, o vedetă descoperită de Offenbach, dar devenită celebră pe scena de la Comédie-Française care era tocmai pe cale să-și încheie cariera. Precum rolul care urma să-l interpreteze, cântăreața se lăsă cu greu înduplecată, acceptând rolul Elenei doar după asigurarea reprezentării la Théâtre des Variétés și cu condiția unui onorariu substanțial. Cogniard, directorul Teatrului de Varietăți, se arătase de acord cu reprezentarea, dar nu ținuse cont de modul costisitor în care-și înscena Offenbach de obicei operetele, care adusese și teatrul offenbachian Les Bouffes Parisiens în pragul falimentului. În timpul probelor a domnit o atmosferă tensionată, provocată de divergențele dintre compozitor și director în chestiunile pecuniare. Nici relațiile divei Hortense Schneider cu Offenbach sau cu Léa Silly, interpreta rolului lui Oreste care-i devenise rivală pe planul artistic, nu erau armonioase. Certurile cu Hortense au provocat chiar scurtarea partiturii lui Oreste.

## Personaje
- Elena, regina Spartei (soprană)
- Calchas, preotul lui Jupier (bas)
- Paris (tenor)
- Oreste (mezzo-soprană sau tenor)
- Aiax din Salamina, regele Salaminei (tenor)
- Aiax din Locres, regele Locresului (bariton)
- Menelau, regele Spartei (tenor-buffo)
- Ahile (tenor)
- Agamemnon, regele Argosului (bariton)
- Clitemnestra, soția lui (alto-soprană)
- Pylades (alto-soprană)
- Bacchid, însoțitoarea Elenei (soprană)
- Philocomos (rol vorbit)
- Euthyclès (rol vorbit)
- Leœna, Parthœsis și Thetis, însoțitoarele lui Oreste (soprane)
- o tânără (soprană)
- a doua tânără (soprană)
- Mulțime, adepți ai lui Adonis, gărzi, sclavi, cortegiu de capete încoronate, servitori, cor

## Acțiunea

### Actul I: "Oracolul"
Locul acțiunii: o piață din Sparta.
În timpul sărbătorii lui Adonis la Sparta Elena este dornică să afle cât mai multe despre Paris și îl tot întreabă pe Calchas, mare preot și augur al lui Jupiter, dacă nu are vești noi despre acel păstor care a ales-o pe Venus drept cea mai frumoasă dintre zeițe, obținând astfel promisiunea de a o câștiga pentru sine pe cea mai frumoasă muritoare. Elena este nevoită să se ascundă în interiorul templului atunci când sosește Oreste, fiul lui Agamemnon, însoțit de trei curtizane. Eroul își prezintă noile cuceriri cu aria: « Au cabaret du labyrinthe ». Acesta este la rândul lui întrerupt de sosirea lui Paris, care este înveșmântat ca un simplu păstor și îi înmânează augurului o scrisoare cu cererea zeiței Venus de a câștiga dragostea reginei Spartei pentru fiul regelui Priam, protejatul său. Calcas îl asigură de sprijin, mai ales deoarece îi surâde și o sumă importantă de bani, și îi cere lui Paris să-i povestească în ce fel a acordat mărul de aur zeiței iubirii. Acesta se conformă: « Au mont Ida, trois déesses… ». Apare Elena și este uimită de frumusețea tânărului, pe care-l poate însă admira doar pentru un scurt răstimp, deoarece de templu se apropie un cortegiu de capete încoronate, pentru a participa la ceremonia în cinstea lui Adonis: « Voici les rois de la Grèce ». Aceștia iau parte la un concurs în care își măsoară între ei inteligența. Ghicitorile dificile ale lui Menelau le dezleagă doar Paris, care este, fiind învingător, obligat să-și dezvăluie identitatea. Elena exclamă atunci: « Ô Ciel! L'homme à la pomme ». Victoria datorată inteligenței și nu forței este disprețuită de cruntul Ahile și de cei doi Aiax. 
La rugămintea lui Paris Calchas anunță voința zeilor printr-un tunet simulat de adjutantul său Philocomos: conform ei, Menelau trebuie să petreacă o lună de zile în munții Cretei pentru a salva Sparta de la pierzanie. Elena se arată dezolată, dar declară că acceptă vrerea divină. Corul interpretează atunci un cântec vesel: « Va, suis, Ménélas / La voix du destin / Qui te mène, hélas! / Au pays crétain! », cu care se încheie actul.

### Actul II: "Le Jeu de l'oie"
Locul acțiunii: Iatacul Elenei.
Elena se arată întâi rezervată față de insistențele lui Paris, care reușește să o vadă prin intermediul lui Bacchis. Scena este întreruptă de regii eleni, care încep un "Jeu de l'oie" din care va ieși câștigător Calchas, datorită iscusinței sale de trișor. Acesta se dovedește a fi și ulterior, față de Elena, un speculant lipsit de scrupule, care-i sugerează acesteia că unirea cu prințul troian se va petrece doar în vis. Elena cedează astfel în cele din urmă, deși probabil este conștientă de târgul dintre Calchas și Paris. Ea se va preface că doarme, lăsându-se astfel îmbrățișată de Paris. Acest "vis" al Elenei este curmat de Menelau, spre amărăciunea acesteia. Menelau spumegă de furie, dar Elena susține sus și tare că nu s-a făcut vinovată de adulter, făcându-i la rândul ei reproșuri soțului lipsit de pietate. Chiar și regii eleni chemați în grabă admit că Menelau însuși este vinovat de situația penibilă; de ce nu a respectat voința divină de a trăi un timp departe de curte, în Creta? Paris poate fugi datorită valmei pe care a iscat-o, dar își propune să revină pentru a o răpi pe Elena. 

### Actul III: "Galera Venerei"
Locul acțiunii: Nauplia.
Deși Elena își susține în continuare nevinovăția, toți regii Eladei, care se află acum în reședința de vară din Nauplia, cred de cuviință să întreprindă ceva împotriva decăderii moravurilor. Calchas, care justifică visul nepotrivit al Elenei cu vrerea Venerei, nu mai este luat în seamă. În locul lui este chemat un augur al acestei zeițe, sub chipul căruia se ascunde însă Paris. Acesta îi impune ca pedeapsă Elenei sacrificarea a o sută de viței albi pe insula Cythera. Regina se împotrivește indignată, Menelau însă pledează pentru plecarea ei. După îmbarcarea acesteia la bordul galerei care era chipurile menită să o poarte până pe insula Venerei, Paris își dezvăluie identitatea. În pofida tumultului care se iscă în rândul regilor, cei doi reușesc să se îndepărteze. Elenii hotărăsc în finalul operei să declanșeze războiul împotriva Troiei.

## Recepția operei
Opera fusese deja de la primele ei probe anunțată în paginile săptămânalului Figaro. Aceste anunțuri reușiseră să stârnească curiozitatea publicului parizian, care fu cu ocazia probei generale mai degrabă dezamăgit de muzică. Ca de obicei, compozitorul a continuat să aducă ulterior schimbări operei, pentru a-i asigura succesul. Cântecul prin care Paris descrie în primul act concursul de frumusețe de pe muntele Ida fu bunăoară rescris în urma reacțiilor reticente de la proba generală. Cu ocazia acesteia cenzura oficială se arătase deja nemulțumită de caracterizarea augurului Calchas drept un impostor, văzând în acest rol o critică la adresa clerului. În special pasaje din textul lui Calchas, dar și alte formulări suspectate de a submina autoritatea statului au determinat inițial interzicerea piesei. Reprezentarea a putut avea până la urmă loc la intervenția ducelui de Morny (1811-1865), fratele vitreg al împăratului Napoleon al III-lea, care-l admira pe Offenbach și colaborase deja ca libretist cu acesta. Se pare că Morny a contribuit și la libretul operei Frumoasa Elena. 
Premiera din 17 decembrie 1864 fu întâmpinată în unison de indignarea presei din cauza profanării subiectului antic, Jules Janin îi blestemă "pe perfidul Meilhac, pe acest trădător de Halévy, pe nenorocitul de Offenbach". Iritarea este provocată, ca dealtfel și în cazul succesului Orfeu în infern, mai degrabă de critica adusă societății burgheze. Halévy îndrăznise aici chiar mai mult decât cu Orfeu, o față bisericească apare coruptă și nu mai ține seama nici măcar de aparențe, regii Eladei sunt caracterizați drept o tagmă de netoți. Căsnicia lui Menelau cu Elena se dovedește a fi o farsă în care fiecare dintre protagoniști este conștient aproape în mod tragic de rolul pe care trebuie să îl joace. Mascarada din Orfeu nu se regăsește aici, un personaj ca Oreste își revendică de pildă cu brutalitate, fără menajamente, dreptul asupra hetairelor care-l însoțesc, în calitatea sa de reprezentat al plutocrației. O anumită deznădejde este reflectată și de ambiguitatea muzicii, care oscilează între atitudinea comică și cea lirică. Biografii de mai târziu au sesizat această calitate a creațiilor offenbachiene. 
Opera a început să aibă de-abia după zece-cincisprezece reprezentații succes, și datorită susținerii ei de către Henri Rochefort și Jules Vallès în Le Figaro. Offenbach își găsi un aliat și în Léon Halévy, tatăl libretistului Ludovic, care-i atacă pe cei care-și arogau rolul de apărători ai antichității într-un pamflet în care Lucian din Samosata se arată uimit de fervenții susținători creștini ai altarelor păgâne. Intenția de a persifla înscenările pline de pompă ale vremii nu a trecut neobservată. Atât numărul mare de protagoniști cât și orchestrația amplă parodiază operele lui Meyerbeer. La succes a contribuit în bună măsură și Hortense Schneider. După o sută de reprezentații la Paris piesa cuceri publicul berlinez și vienez.